# Gelej
Gelej es un pueblo húngaro perteneciente al distrito de Mezőcsát, condado de Borsod-Abaúj-Zemplén.

## Superficie
Cuenta con una superficie de 32,12 km².

## Demografía
Hasta 2024 la población era de 540 habitantes, con una densidad de población de 16,81 hab/km².
| Gráfica de evolución demográfica de Gelej entre 2020 y 2024 |
|                                                             |
| Datos según la Oficina Central de Estadística de Hungría.   |